# Kronprinzenvilla

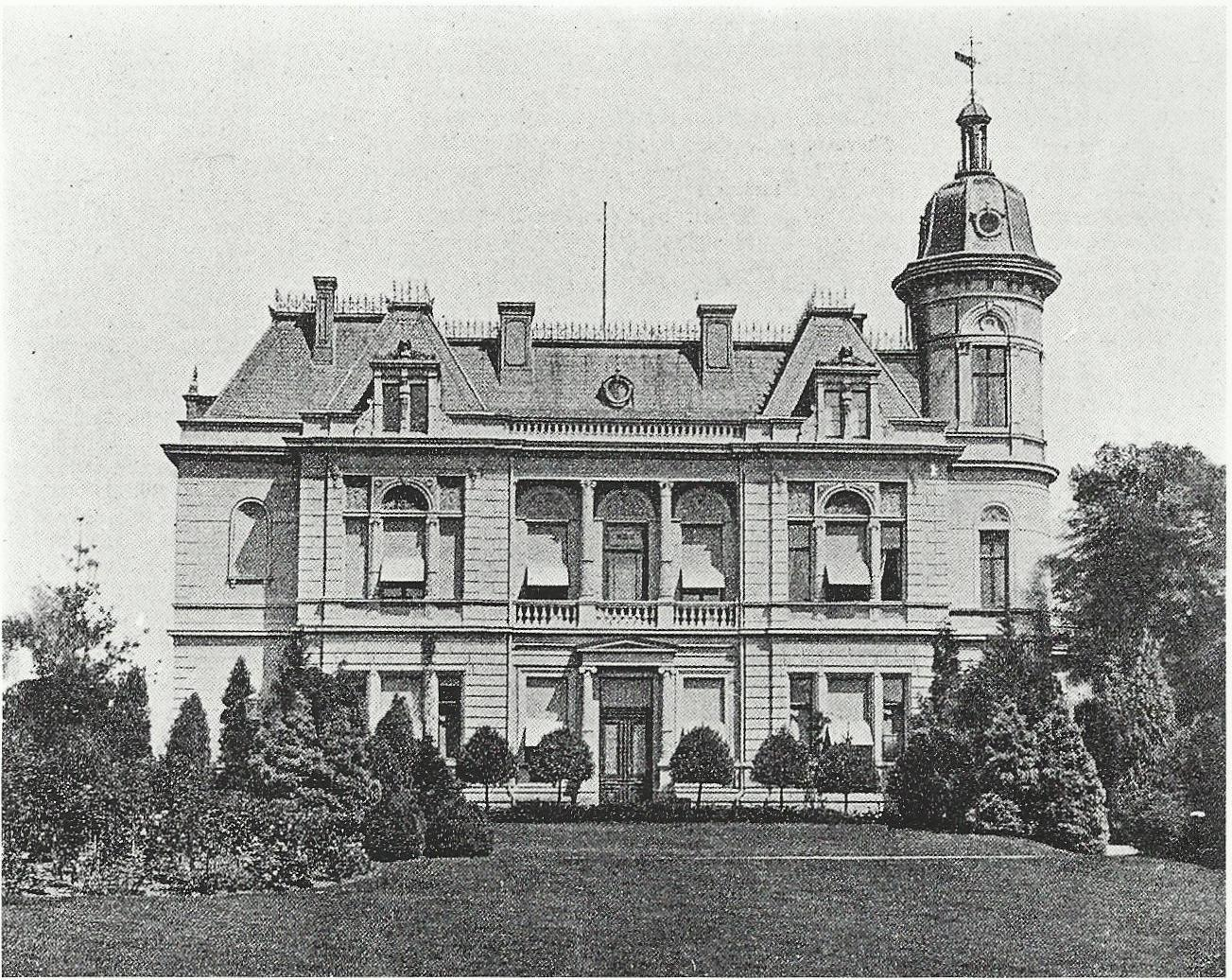
Kronprinzenvilla (1899/1900)

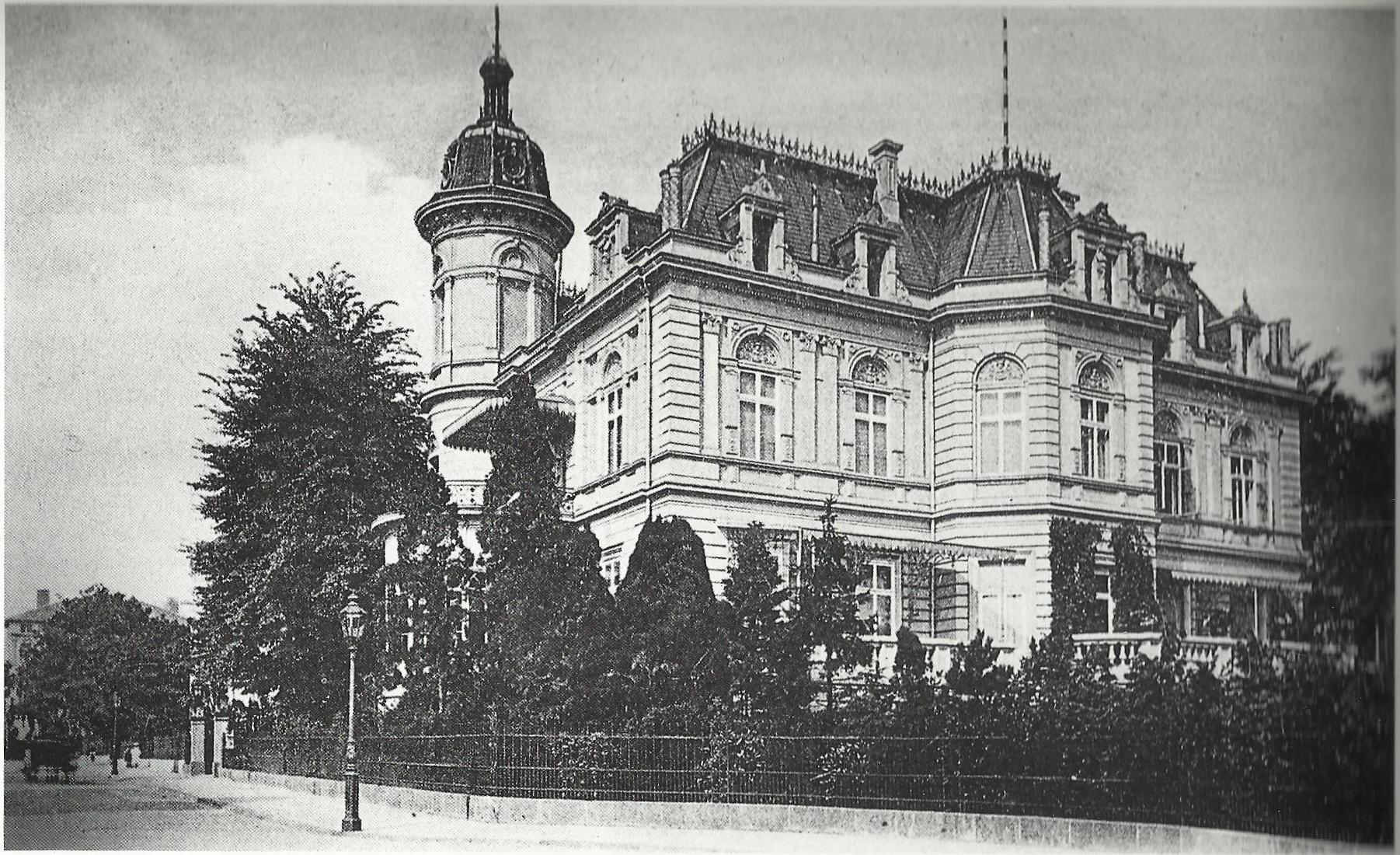
Ansicht von der Wörthstraße (um 1901)

Die Kronprinzenvilla (auch Kronprinzenpalais) war eine Villa am Rheinufer in Bonn, die 1871 errichtet und 1952/53 abgebrochen wurde. Sie befand sich an der Wörthstraße (heute Tempelstraße) nahe der Coblenzerstraße (heute Adenauerallee) auf dem heutigen Gelände des Auswärtigen Amts und gehörte von 1900 bis 1910 dem Deutschen Kaiserhaus (Hohenzollern).

## Geschichte
Die Villa entstand für den Bauherrn Friedrich Koenig (1826–1916), den im Ruhestand befindlichen Gründer einer gewinnträchtigen Hartgummifabrik auf Long Island (New York), nach einem Entwurf des namhaften Berliner Architekten Walter Kyllmann, dessen Vater Gottlieb Kyllmann ebenfalls an der Coblenzerstraße wohnhaft war. Stilistisch lässt sie sich der malerischen französischen Renaissance zurechnen. Sie gehörte zu den letzten Villen, die noch der ersten Bebauungsphase am Bonner Rheinufer (1819–1872) zuzuordnen sind – das Grundstück war seinerzeit das letzte am Hochufer der Stadt noch frei bebaubare. Auf den Bauantrag vom Juni 1871 hin wurde im Juli die Baugenehmigung erteilt. Erschlossen war das Baugrundstück einzig über einen Feldweg (Plittersdorfer Gasse), der es zugleich zertrennte. König ließ ihn daher nach Süden verlegen, sobald er ein dafür benötigtes angrenzendes Grundstück samt Haus erworben und es vorübergehend bezogen hatte.
Im Nachgang wurden ab Sommer 1872 noch eine Abschlussmauer mit Gitter sowie eine Gärtnerwohnung errichtet. Die Abgrenzung zum Godesberger Bach, der parallel zur Coblenzerstraße verlief, schuf 1875 eine Futtermauer. Im April 1889 gab König beim Bonner Architekten und Regierungsbaumeister a. D. Anton Zengeler den Bau eines Stall- und Remisengebäudes in Auftrag, das bis Oktober 1889 im Rohbau fertiggestellt war. 1898 ging die Villa samt Stall und Remise, Gärtnerei, Hühnerhaus, Schuppen, Wein-, Gewächs- und Portierhaus in den Besitz von Königs Tochter Lilly über, deren Ehemann Professor Dittmar Finkler nun über diesen verfügen konnte. Er ließ das Grundstück parzellieren und auf einem Teil die Wörthstraße (heute Tempelstraße) samt Treppenanlage zum Rheinufer (Ausführung: Kayser & von Großheim) anlegen. Da für Finklers Familie südlich der Straße eine neue Villa entstand, konnte er die Villa König zum Verkauf ausschreiben.
Im Sommer 1900 rückte die Villa in das Interesse des Ministeriums des Königlichen Hauses, das mit dem Kauf eines Anwesens beauftragt war, in dem der damalige Kronprinz Wilhelm und seine jüngeren Brüder während ihrer (traditionsgemäß) in Bonn geplanten Studienzeit wohnen und unterrichtet werden konnten. Am Rheinufer mit einer umfangreichen Parkanlage gelegen, erschien die noch immer im Besitz des Professors Finkler befindliche Villa als einzig für die repräsentativen Ansprüche des Kaiserhauses geeignetes Objekt. Der Kauf für einen Preis von 450.000 Mark wurde am 13. Dezember 1900 von Kaiser Wilhelm II. genehmigt, als bereits Umbauarbeiten für die neue Nutzung genehmigt waren. Im Jahr 1901 fielen Einrichtungskosten von 60.000 Mark sowie weitere Kosten in Höhe von geplanten 75.000 Mark, unter anderem für den Neubau von Pferdestall und Remise und eines Tennisplatzes an. Auch Kaiser Wilhelm und Kaiserin Auguste ließen sich eigens ausgestattete Räumlichkeiten in der Villa vorhalten. Hier fanden auch die Vorlesungen für den Kronprinzen statt.
Nachdem Prinz August Wilhelm 1906 sein Studium angetreten hatte und dieses absolviert war, verkaufte das deutsche Kaiserhaus die ehemalige Villa König im April 1910 für 375.000 Mark an den Königlichen Kommerzienrat Wilhelm Girardet. Er ließ noch im gleichen Jahr Nebentreppenhaus und Wintergarten der Villa abbrechen und sie nach einem Entwurf des Bonner Architekten und Regierungsbaumeisters a. D. Julius Rolffs neu errichten, Ersteres in Wesersandstein und Letzteres als Eisenkonstruktion. 1913 wurde unter Verantwortung desselben Architekten ein neues Gewächshaus erbaut. Nach dem Ersten Weltkrieg beschlagnahmte die Besatzungsmacht die Villa, unter deren Nutzung deutliche Beschädigungen zu verzeichnen waren; sie war in der Zeit der französischen Besatzung Bonns (1920–26) Sitz des jeweils amtierenden kommandierenden Generals des 33. Armee-Korps. 1930 hatte sie die Fachhochschule für kirchliche Textilkunst übernommen. Als neuer Eigentümer trat spätestens 1935 der Fabrikant Max Gruhl auf, nach einem gescheiterten Umbauversuch in ein Mehrfamilienhaus 1943 die Gauwirtschaftskammer Köln/Aachen.
Im Zweiten Weltkrieg erlitt die Villa schwere Beschädigungen: Der Dachstuhl wurde zu 85 % zerstört, Teile des Holzwerks und Decken mussten als verloren oder gestohlen gelten. Nachdem Bonn 1949 Regierungssitz der Bundesrepublik Deutschland geworden war, befand sich die Villa am Nordrand des neuen Parlaments- und Regierungsviertels. Einer zunächst vorgesehenen Belegung der Immobilie durch Bundesbehörden (darunter das Innenministerium) stand unter anderem die als Belastung angesehene Vergangenheit des Objekts entgegen. Es wurde vom Bund aus dem Besitz der Industrie- und Handelskammer erworben und spätestens 1953 für den Neubau des Auswärtigen Amts abgebrochen. An der vormaligen Position der Villa entstand das Pförtnerhaus des Ministeriums.